# Bistum Vallo della Lucania
Das Bistum Vallo della Lucania (lat.: Dioecesis Vallensis in Lucania, ital.: Diocesi di Vallo della Lucania) ist eine in Italien gelegene römisch-katholische Diözese mit Sitz in Vallo della Lucania.

## Geschichte
Das Bistum Vallo della Lucania wurde im 12. Jahrhundert als Bistum Capaccio errichtet. Am 21. September 1850 gab das Bistum Capaccio Teile seines Territoriums zur Gründung des Bistums Diano-Teggiano ab. Das Bistum Capaccio wurde am 16. Juli 1851 durch Papst Pius IX. mit der Apostolischen Konstitution Cum propter iustitiae dilectionem in Bistum Capaccio-Vallo umbenannt.
Das Bistum Capaccio-Vallo wurde am 24. November 1945 in Bistum Vallo di Lucania umbenannt. Am 30. September 1986 wurde das Bistum Vallo di Lucania durch die Kongregation für die Bischöfe in Bistum Vallo della Lucania umbenannt. Das Bistum Vallo della Lucania ist dem Erzbistum Salerno-Campagna-Acerno als Suffraganbistum unterstellt.